# Лейк (округ, Іллінойс)
Шаблон:StateAbbr_ 42°26′ пн. ш. 87°47′ зх. д. / 42.43° пн. ш. 87.78° зх. д.
Округ Лейк (англ. Lake County) — округ (графство) у штаті Іллінойс, США. Ідентифікатор округу 17097.

## Історія
Округ утворений 1839 року.

## Демографія
За даними перепису
2000 року
загальне населення округу становило 644356 осіб, зокрема міського населення було 632848, а сільського — 11508.
Серед мешканців округу чоловіків було 324034, а жінок — 320322. В окрузі було 216297 домогосподарств, 163978 родин, які мешкали в 225919 будинках.
Середній розмір родини становив 3,33.
Віковий розподіл населення поданий у таблиці:
| Стать    | До 15 років | 15-21 | 22-29 | 30-39 | 40-49 | 50-65 | 65-85 | Понад 85 |
| -------- | ----------- | ----- | ----- | ----- | ----- | ----- | ----- | -------- |
| Чоловіки | 82424       | 35983 | 31676 | 52831 | 52980 | 44905 | 21508 | 1727     |
| Жінки    | 78200       | 28392 | 29600 | 54028 | 53596 | 44752 | 27440 | 4314     |

## Суміжні округи
- Кеноша, Вісконсин — північ
- Кук — південь
- Макгенрі — захід

## Виноски
1. ↑  U.S. Decennial Census. United States Census Bureau. Архів оригіналу за 26 квітня 2015. Процитовано 6 липня 2014.
2. ↑  Historical Census Browser. University of Virginia Library. Архів оригіналу за 11 серпня 2012. Процитовано 6 липня 2014.
3. ↑  Population of Counties by Decennial Census: 1900 to 1990. United States Census Bureau. Архів оригіналу за 24 квітня 2014. Процитовано 6 липня 2014.
4. ↑  Census 2000 PHC-T-4. Ranking Tables for Counties: 1990 and 2000 (PDF). United States Census Bureau. Архів (PDF) оригіналу за 18 грудня 2014. Процитовано 6 липня 2014.
5. ↑  State & County QuickFacts. United States Census Bureau. Архів оригіналу за 29 червня 2011. Процитовано 6 липня 2014.(англ.) Наведено за англійською вікіпедією.
6. ↑  American FactFinder. Бюро перепису населення США. Архів оригіналу за 26 лютого 2012. Процитовано 31 січня 2008.

| США | Це незавершена стаття з географії США. Ви можете допомогти проєкту, виправивши або дописавши її. |